# La Ruée sauvage (film, 1925)
Pour l’article homonyme, voir La Ruée sauvage.
Pour plus de détails, voir Fiche technique et Distribution.
La Ruée sauvage (The Thundering Herd) est un western américain réalisé par William K. Howard et sorti en 1925.

## Synopsis
Tod Doan, à l'âge de 24 ans, se retrouve seul dans une ferme du Kansas avec un héritage de 200 $ qui lui a servi à acheter une arme à feu et un cheval. Tod rejoint un groupe de chasseurs de bisons. Il se retrouve dans un groupe qui se rend au Texas sous la direction d'un vieil homme des plaines nommé Hudnall. Il rencontre Milly Fayre, pupille d'un joueur véreux nommé Jett qui, avec un groupe de hors-la-loi, fait de la chasse au bison un prétexte pour cacher leurs activités de banditisme. Jusqu'à l'âge de 18 ans, Milly est sous la tutelle de Fayre, mais lorsqu'elle tombe amoureuse de Doan, elle lui promet qu'elle l'épousera dès qu'elle sera majeure. Pendant un certain temps, Tom la perd de vue alors qu'elle est emmenée dans une gare pour être à l'abri des Indiens. Pendant ce temps, Tod chasse le bison avec le groupe Hundall jusqu'à ce que Hundall soit assassiné par des Indiens. Les chasseurs de bisons s'organisent et chassent les Indiens du Texas. À la recherche de Milly, un an plus tard, Doan apprend que Jett l'a emmenée. Jett et ses partenaires se disputent et une fusillade éclate. Tous sont tués. Terrifiée par la tragédie, Milly traverse les prairies en direction de la gare, mais elle est aperçue et poursuivie par des braves, avec peu de chance de leur échapper jusqu'à ce qu'elle remarque un troupeau de bisons qui fonce à travers la plaine. Si Milly parvient à augmenter la distance entre elle et les Indiens, il y a une chance que les bisons leur coupent la route et qu'elle puisse s'en sortir.

## Fiche technique
- Réalisation : William K. Howard

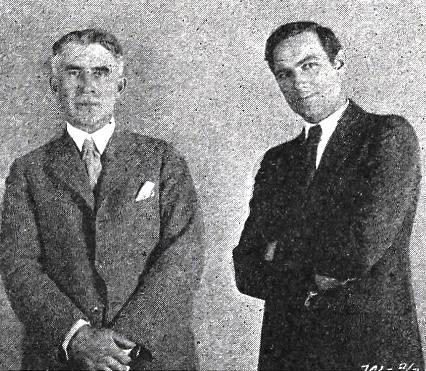
L'auteur Zane Grey et le scénariste Lucien Hubbard.

- Scénario : Lucien Hubbard d'après The Thundering Herd de Zane Grey.
- Photographie : Lucien Andriot
- Production : Paramount Pictures
- Genre : Western
- Durée : 70 minutes (7 bobines)[2]
- Date de sortie : 
  - États-Unis : 1er mars 1925

## Distribution
- Jack Holt : Tom Doan
- Lois Wilson : Milly Fayre
- Noah Beery, Sr. : Randall Jett
- Raymond Hatton : Jude Pilchuk
- Charles Ogle : Clark Hudnall
- Tim McCoy : Burn Hudnall

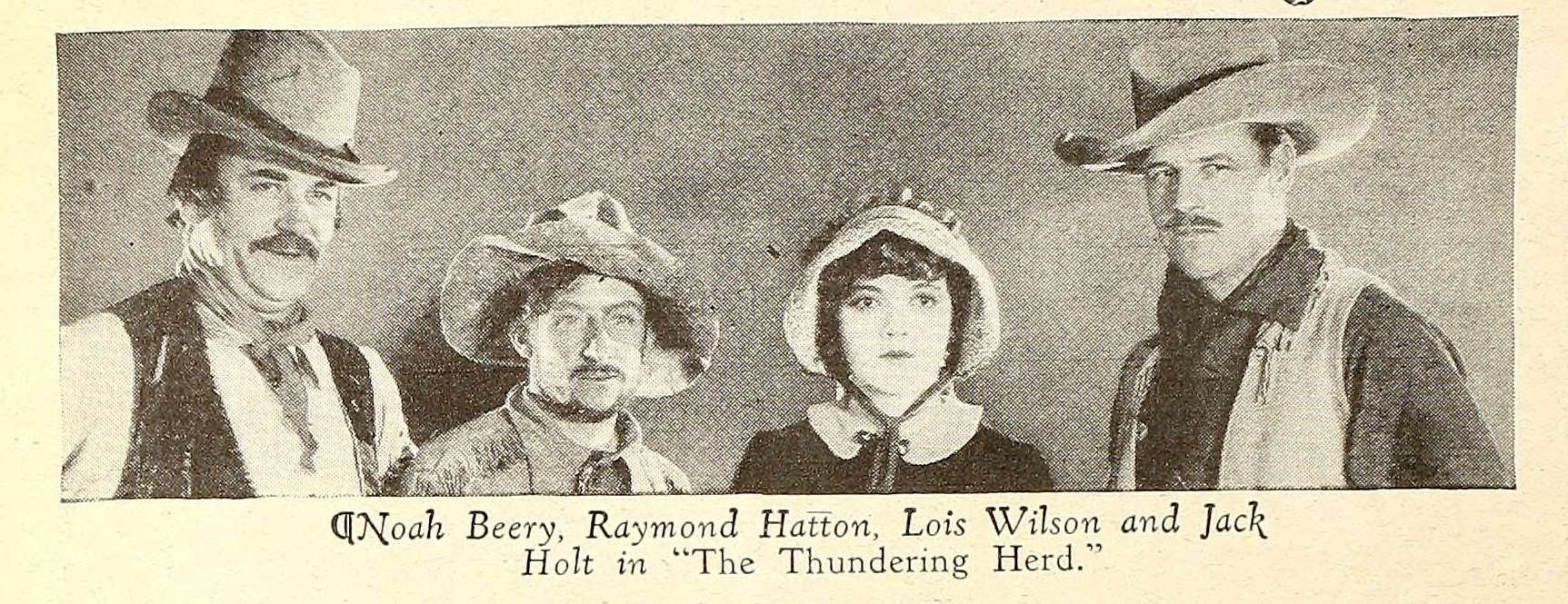
Noah Beery, Raymond Hatton, Lois Wilson et Jack Holt.

- Lillian Leighton : Mrs. Clark Hudnall
- Eulalie Jensen : Mrs. Randall Jett
- Stephen Carr : Ory Tacks
- Maxine Elliott Hicks : Sally Hudnall
- Ed Brady : Pruitt
- Pat Hartigan : Catlett
- Fred Kohler : Follansbee
- Bob Perry : Joe Dunn
- Gary Cooper (non crédité)

## Production

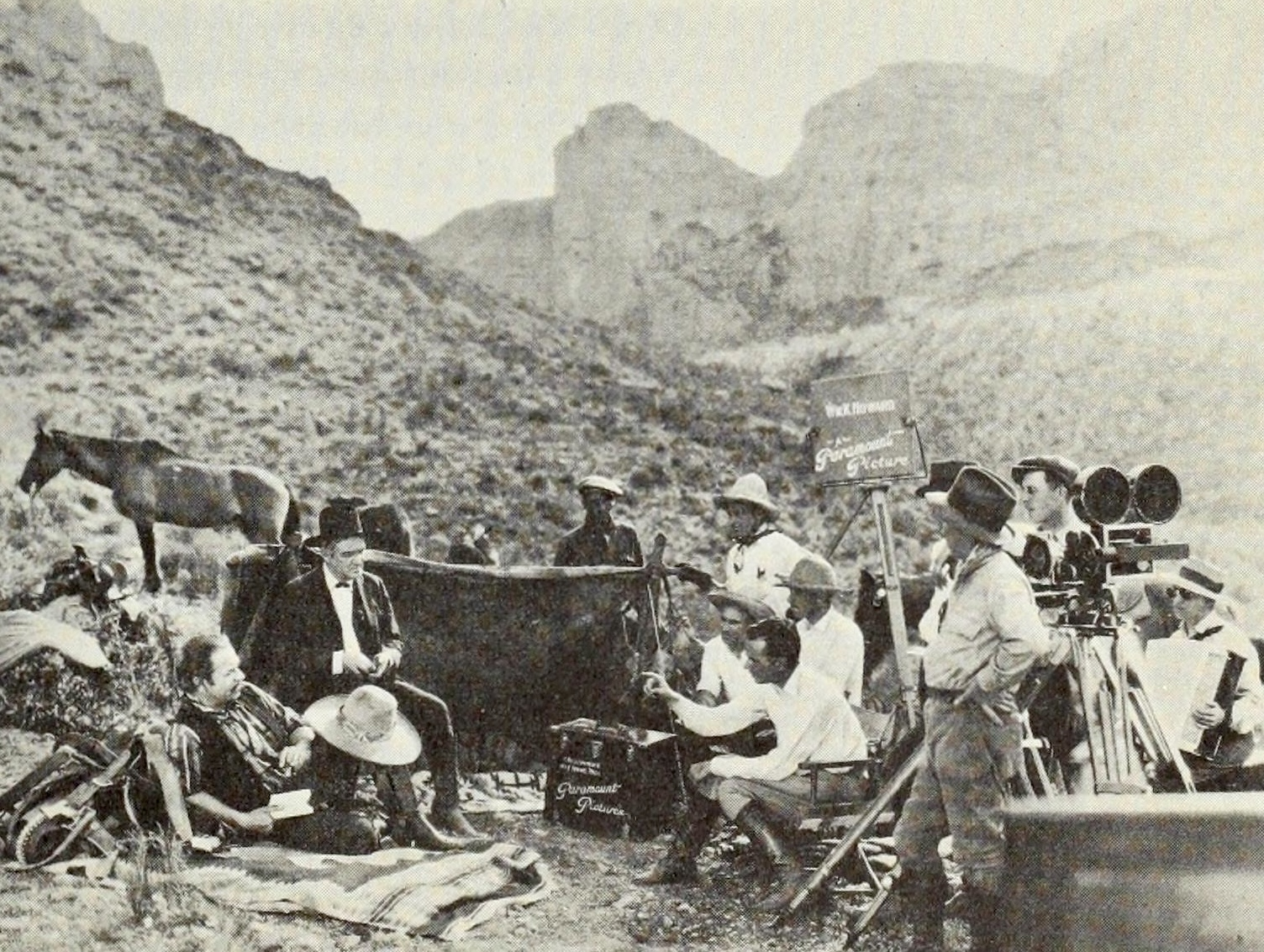
L'équipe lors de tournage.

Le film a été tourné dans le Parc national de Yellowstone, les montagnes de la Sierra Nevada et à Calabasas. Les plans de la Sierra Nevada, filmés à proximité de la frontière de l'état, ont été utilisés dans la scène de blizzard.
La totalité des bisons de Yellowstone, soit environ 2 000 individus, ont été rassemblés pour le tournage d'une scène.